# Музей Хо Ши Мина

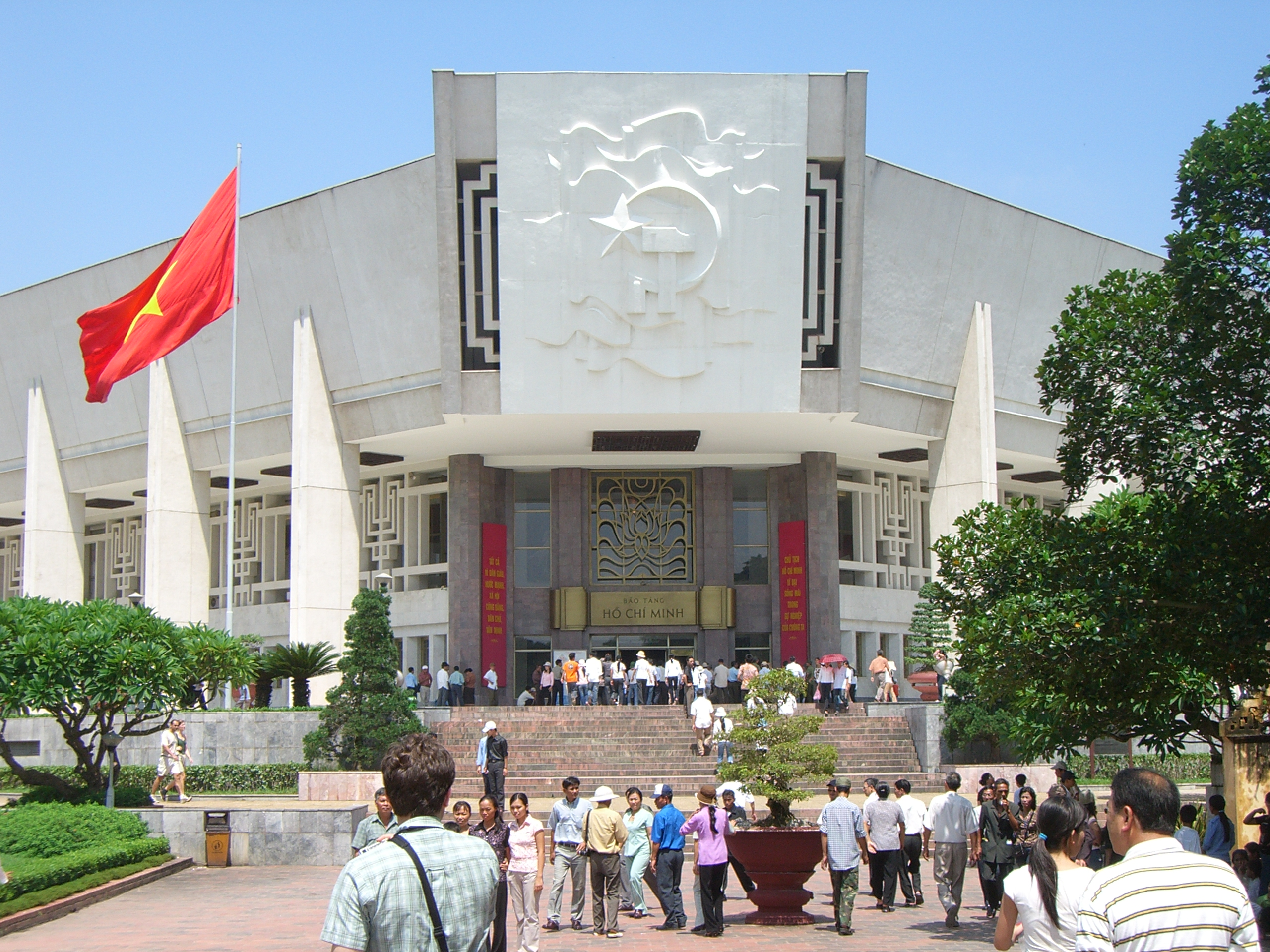
Музей Хо Ши Мина. Центральный вход

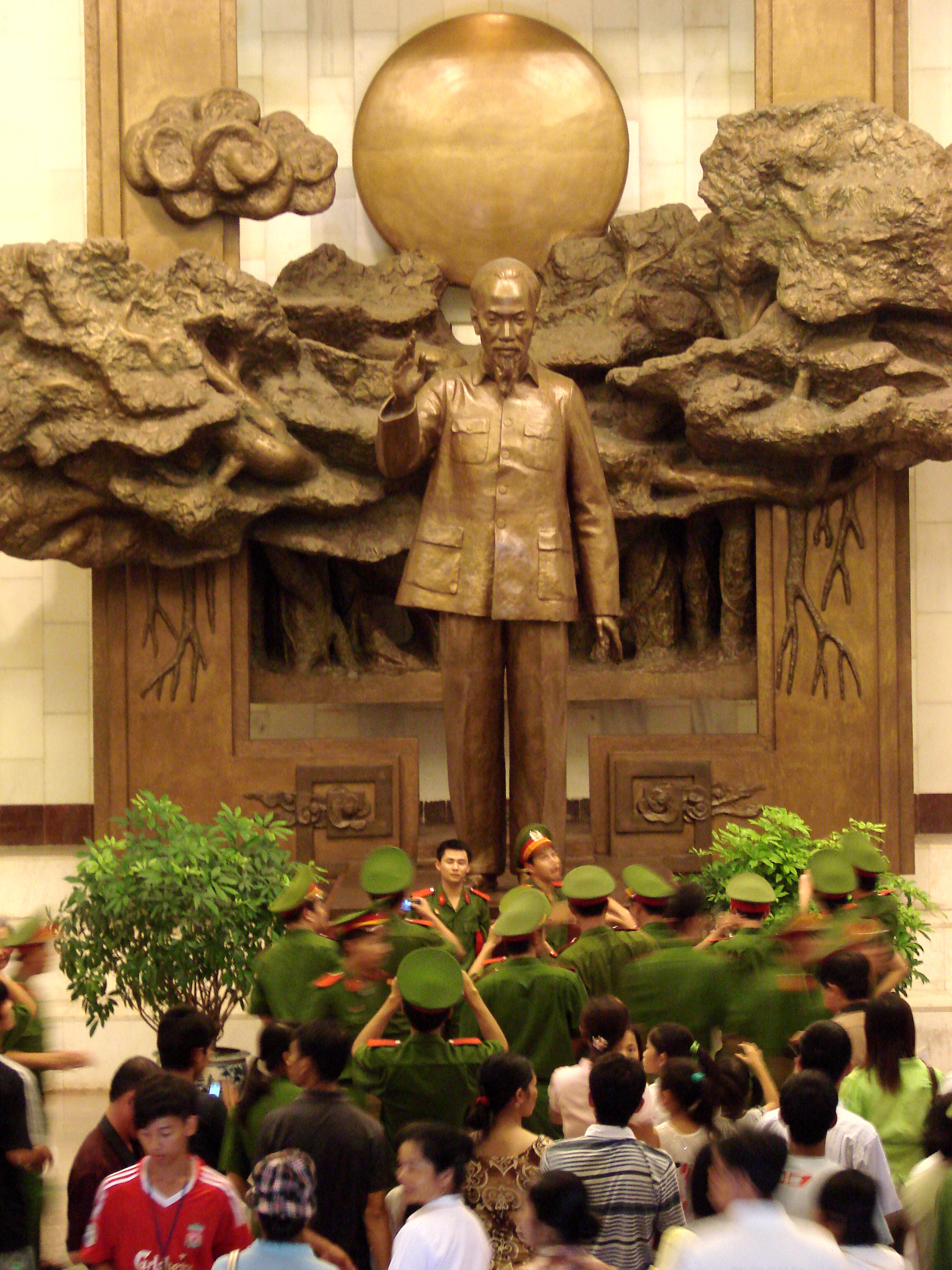
Статуя Хо Ши Мина в зале музея

Музей Хо Ши Мина (вьет. Bảo tàng Hồ Chí Minh) — музей в Ханое, посвященный президенту Вьетнама Хо Ши Мину и революционной борьбе Вьетнама против иностранных держав. Музей входит в Архитектурный ансамбль мавзолея Президента Хо Ши Мина и находится в западной области культурного и исторического наследия Ханоя, в которую также входят Западное озеро, ботанические сады, цветоводческая деревня Нгокха, храм Куан Тхань и пагода Чанкуок.

## Строительство и открытие
В 1970 году, спустя год после смерти Хо Ши Мина, был создан комитет по подготовке строительства музея Хо Ши Мина. Советское правительство оказало безвозмездную помощь в строительстве музея. Большую часть подготовительных работ, в том числе проекты, формирование бригад специалистов, взял на себя Советский Союз. Группу проектировщиков возглавлял Гарольд Исакович, архитектор, сыгравший не последнюю роль в строительстве мавзолея Хо Ши Мина, памятника Ленину и Дворца культуры дружбы советского и вьетнамского народов в Ханое. В создании музея также принимали участие художники Владимир Надёжин, Леонтий Озерников и М. Худякова.
В день 95-летия Хо Ши Мина первая из тысяч колонн была привезена на место строительства и вбита в землю. Десятки тысяч тонн специальной стали были привезены из Советского Союза. В это время в СССР был подписан запрет на экспорт ценных пород камня, использующихся в строительстве. Однако, чтобы поддержать строительство музея, было сделано исключение, позволив вывозить камень во Вьетнам. Большое количество вьетнамских фабрик и организаций отрядили своих рабочих на нужды строительства, они поставляли лучший цемент, кирпичи, древесину, лишь бы следовать графику строительства.
Здание было открыто 19 мая 1990 года в день 100-летия Хо Ши Мина.

## Архитектура
Издали музей напоминает белый цветок лотоса, символизирующий сердца вьетнамцев и благородную жизнь Хо Ши Мина и его родной земли, деревни Сен в провинции Нгхе. По высоте 20-метровый музей не превышает мавзолей Хо Ши Мина. Музей разделён на две секции: верхняя секция отличается покатыми сторонами, характерными чертами восточной архитектуры. Азиатские декоративные элементы переплетаются с современной геометрией. Здание было спроектировано как восьмиугольник, число стен по восьми лепесткам лотоса. Четыре стены соответствуют сторонам света и украшены стилизованным рисунком. Главный вход находится у восточных ворот. Музей занимает общую площадь в 18 000 м², здесь есть зал, способный разместить 400 человек и специальная библиотека на 100 человек. Согласно традиционной вьетнамской философии небо представлялось круглым, а земля квадратной, эта идея четко прослеживается в Церемониальном зале: его круглый потолок символизирует небо, а квадратный пол, украшенный изображениями вьетнамских цветов и растений — землю, статуя Хо Ши Мина находится как раз между небом и землей.

## Выставочное пространство

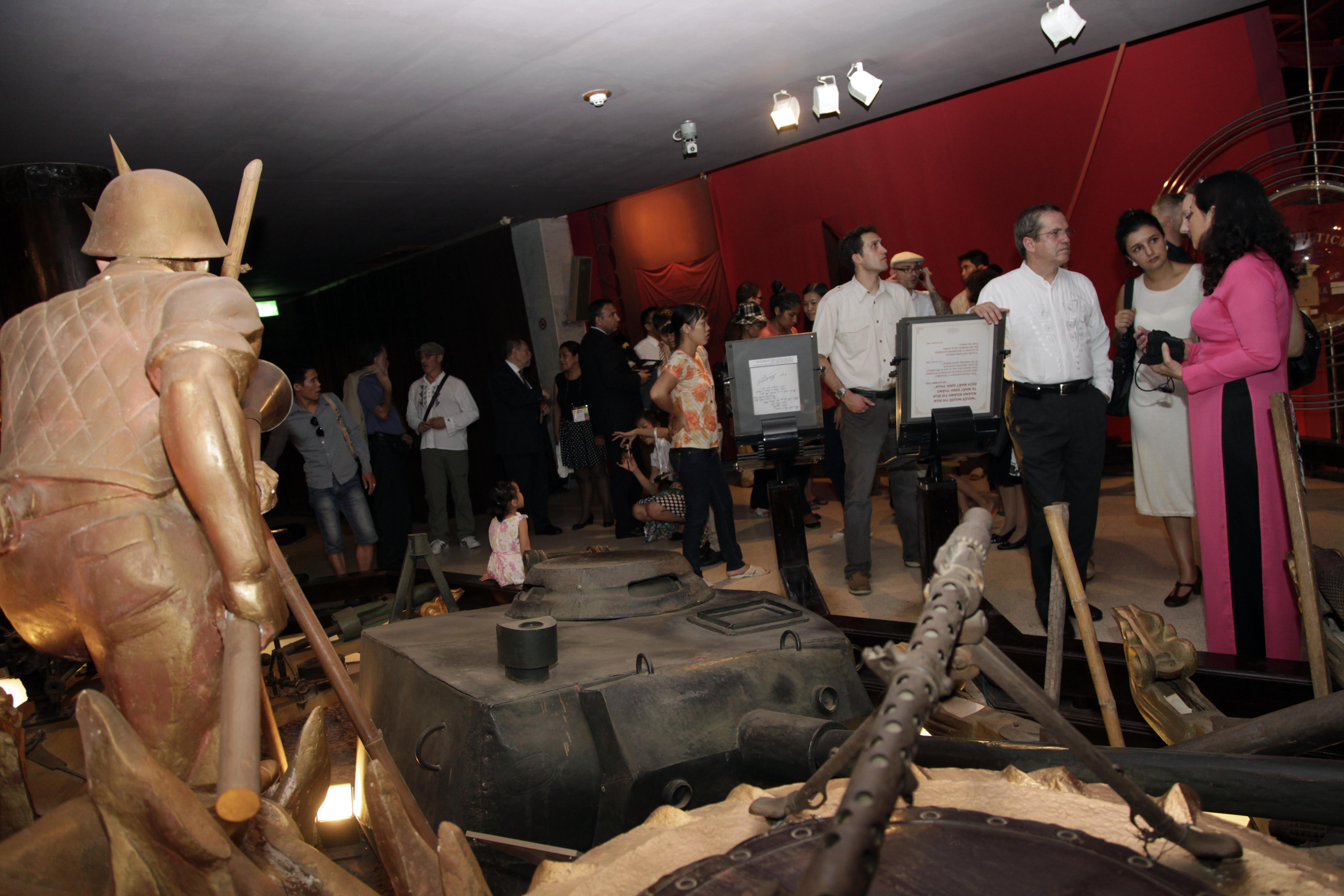
Экспозиция, посвящённая борьбе Вьетнама за независимость

Музей Хо Ши Мина обладает выставочными площадями в 400 квадратных метров, большинство из экспонатов посвящено президенту Хо Ши Мину, стране и народу Вьетнама. Параллельно с постоянной экспозицией здесь действуют специализированные выставки. В музейном архиве хранится более ста тысяч документов и экспонатов. Помимо этого здесь собрана целая библиотека, посвященная Хо Ши Мину. На территории музея расположены несколько залов для проведения научных конференций и других культурных событий. В период 1990 по 2004 год музей посетило более 15 миллионов человек, среди которых сотни тысяч иностранцев со всех континентов. Музей предоставляет своим гостям 45-минутную аудиоэкскурсию или помощь гидов. В музее для демонстрационных целей широко применяются все современные аудио-визуальные средства. Чтобы подчеркнуть связь Хо Ши Мина, вьетнамского народа и его традиций, в музее есть экспозиция, посвящённая традиционным вьетнамским ремёслам: резьбе по дереву, камню и лакированию. Музей занимается не только предоставлением информации о жизни Хо Ши Мина, но и поддерживает исследовательские и образовательные проекты. В музее также выставлены поделки, принесённые сюда вьетнамцами в знак любви и уважения к своему президенту.
В 2007 году во Вьетнаме побывал директор Ленинского мемориала в Ульяновске Валерий Перфилов, который договорился с руководителем музея Хо Ши Мина Нгуен Тхи Тинем об обмене выставками. С помощью ульяновского музея в музее города Виня была открыта экспозиция, посвященная Ленину. Один из проспектов города переименован в его честь.
Позднее заместитель директора по научной работе Музея Хо Ши Мина Нгуен Тхиу Дык и директор Ленинского мемориала Эдуард Шабалин подписали «Меморандум о международном сотрудничестве на 2013—2015 годы».

## Время работы музея
Время работы: открыт с 8 до 11:30 и с 14 до 16 часов. По понедельникам и пятницам закрыт после полудня. Вход — 15 000 вьетнамских донгов.